# John P. Austin
John P. Austin (Anderson, 28 ottobre 1906 – Riverside, 10 maggio 1997) è stato uno scenografo statunitense.
È stato candidato per un Premio Oscar nella categoria Migliore scenografia per il film Gambit - Grande furto al Semiramis.  Ha lavorato per oltre 100 film tra il 1947 e il 1979.